# Теория палеолитической непрерывности
Теория палеолитической непрерывности (англ. Paleolithic Continuity Theory, итал. La teoria della continuità) — гипотеза, согласно которой гипотетический праиндоевропейский язык появился в эпоху палеолита, за несколько тысяч лет до начала медного века или неолита, рассматриваемого в современной науке как наиболее вероятный период возникновения праязыка. Основными сторонниками данной гипотезы являются итальянский лингвист Марио Алинеи, бельгийский историк Марсель Отт и другие учёные, объединившиеся в «рабочую группу теории палеолитической непрерывности».
Наиболее полно теория палеолитической непрерывности изложена в работе Алинеи «Origini delle Lingue d’Europa», опубликованной в двух томах в 1996 и 2000 году.
Согласно теории палеолитической непрерывности, появление индоевропейских языков было связано с прибытием человека разумного в Европу и Азию из Африки в период верхнего палеолита. В этом случае, по сути, предполагается, что праиндоевропейская языковая общность является ровесником человека как вида (как минимум — на европейской территории) и, таким образом, отрицает доиндоевропейскую населенность Европы.
Гипотеза не была включена Мэллори в список заслуживающих доверия и обсуждаемых в академических кругах теорий о происхождении индоевропейцев.

## Основы
Гипотеза базируется на четырёх основных предположениях:
1. Основной отличительной чертой европейской преистории, также как и основной рабочей гипотезой происхождения индоевропейских языков является историческая непрерывность.
2. Основными отличительными чертами языков является стабильность и древность.
3. По причине своей древности, лексикон естественных языков можно периодизировать параллельно человеческой эволюции.
4. Археологические границы сходятся с границами лингвистическими.

Теория исторической непрерывности базируется на модели непрерывности и предполагает присутствие индоевропейских языков и народов со времён палеолита, допуская, в основном в течение последних трёх тысячелетий, возможность вторжений и инфильтраций местного масштаба.
Утверждая, что непрерывность является наиболее легко принимаемым археологами аргументом, Алинеи объявляет свою теорию «наиболее простой гипотезой», возлагая груз работы по поиску доказательств противного на сторонников других альтернативных гипотез, не способных предоставить неоспоримые доказательства своих теорий. Алинеи также объявляет свой подход более лингвистически последовательным, строгим и продуктивным.

## Историческая реконструкция
С теорией палеолитической непрерывности ассоциируется предложенная Марио Алинеи историческая реконструкция, согласно которой носители индоевропейских языков населяли Европу со времён палеолита. Согласно этой реконструкции, процесс дифференциации языков занял очень длительное время; к концу ледникового периода индоевропейская языковая семья раздробилась на группы кельтских/италийских/германских/славянских/балтийских носителей индоевропейских языков, заселявших территории, находившиеся вблизи или в пределах их традиционной родины. Темп перемен значительно ускорился после начала неолитической социальной стратификации и колониальных войн.
1. Колониальная экспансия кельтов началась задолго до появления Латенской культуры и распространилась с запада на восток, а не наоборот.
2. Североевропейские культуры мезолита отождествляются с уже дифференцированными кельтскими, германскими, балтийскими и уральскими группами.
3. Скандинавия была колонизирована германскими группами уже после ледникового периода, и, находясь в изоляции, оказалась более способной сохранить свой изначальный характер. Германия, напротив, подверглась фрагментации, вызванной появлением в эпоху неолита культуры линейно-ленточной керамики, и развила множество диалектов.
4. Доисторическое распространение праязыков, подобных италийскому, было важным фактором, на котором основано современное распространение романских языков в Европе.
5. Славянские языки зародились на Балканах и ассоциировались с экспансией в эпоху неолита. Эта группа более всего отождествляется с Баденской культурой.[8]

Теория палеолитической непрерывности, в противоположность курганной гипотезе, в основном отождествляет индоевропейцев со «Старой Европой» Марии Гимбутас. Теория палеолитической непрерывности приписывает Курганную культуру (которая традиционно рассматривается как ранняя индоевропейская) смешанным уральско-тюркским народам. Эта гипотеза подтверждается языковой идентификацией принадлежности этрусков к уральской группе правенгров, уже испытавших на себе сильное пратюркское влияние в III тыс. до н. э., когда понтийские вторжения привели их в Карпатский бассейн. Последовавшая за этим миграция культуры полей погребальных урн около 1250 года до н. э. привела к экспансии этой этнической группы на юг в общем движении народов, свидетельством которого является переселение народов моря и ниспровержение раннего италийского субстрата в период зарождения «этрусской» культуры Виллановы.

## Археологические свидетельства
Сторонники теории палеолитической непрерывности указывают на недостаток археологических свидетельств индоевропейского вторжения в эпоху бронзового века; на отсутствие значительных генетических изменений со времён палеолита; и на подтверждающее теорию палеолитическое происхождение уральских народов и языков в Евразии.
Существуют археологические доказательства процесса региональной депопуляции, за которой последовали новые волны заселения. Возможно, что охотники-собиратели быстро покинули регионы, в которых они ранее нашли прибежище. Этим можно объяснить диспропорциональный вклад в генетику и лингвистику региона. Скорее всего, это произошло в 10-11 тысячелетии до н. э. или позднее.